# Dira oxylus
Dira oxylus är en fjärilsart som beskrevs av Henry Trimen 1806. Dira oxylus ingår i släktet Dira och familjen praktfjärilar. Inga underarter finns listade i Catalogue of Life.